# Glossodoris moerchi
Glossodoris moerchi (Bergh, 1879) è un mollusco nudibranchio della famiglia Chromodorididae.
L'epiteto specifico è un omaggio al naturalista svedese Otto Andreas Lowson Mörch (1828- 1878).

## Distribuzione e habitat
La specie è diffusa nelle acque delle Isole Vergini.